# Torneo de Angers 2023
El Open Angers Arena Loire 2023 fue un torneo de tenis profesional jugado en canchas duras bajo techo. Fue la 3.ª edición del torneo y formó parte de los Torneos WTA 125s en 2023. Se llevó a cabo en Angers, Francia, entre el 4 de diciembre al 10 de diciembre de 2023.

## Cabezas de serie

### Individuales
| Tenista                | Ranking | Preclasificada |
| Elisabetta Cocciaretto | 48      | 1              |
| Clara Burel            | 61      | 2              |
| Cristina Bucșa         | 82      | 3              |
| Clara Tauson           | 85      | 4              |
| Océane Dodin           | 97      | 5              |
| Dayana Yastremska      | 106     | 6              |
| Rebecca Peterson       | 108     | 7              |
| Alizé Cornet           | 118     | 8              |

- Ranking del 27 de noviembre de 2023.

### Dobles
| Tenista                         | Ranking | Preclasificada |
| Cristina Bucșa Monica Niculescu | 108     | 1              |
| Anna Danilina Alexandra Panova  | 116     | 2              |

## Campeonas

### Individuales femeninos
Clara Burel venció a  Chloé Paquet por 3–6, 6–4, 6–2

### Dobles femenino
Cristina Bucșa /  Monica Niculescu vencieron a  Anna Danilina /  Alexandra Panova por 6–1, 6–3